# John Fowler & Co. Székház (Budapest)
A John Fowler & Co. Székház egy régi épület Budapest XI. kerületében (Budaörsi út 101).
Az 1894 és 1896 között, Wellisch Sándor és Wellisch Gyula tervei szerint épült kastélyszerű épület a gőzekék gyártásával foglalkozó John Fowler & Co. vállalat székházának készült. Az 1940-es években már tulajdonosok kezébe került az épület, majd 1945 után államosították, 1955-ben pedig lakásokat alakítottak ki benne. Az épület napjainkra erősen leromlott állapotba került.